# Caesar Predari
Karl Eduard Cäsar Predari (* 29. Dezember 1853 in Weißensee (Regierungsbezirk Erfurt); † im 20. Jahrhundert) war ein Senatspräsident am Reichsgericht.

## Leben
Der Sohn des Appellationsgerichtsrats Dominicus Predari studierte in Breslau und Heidelberg Rechtswissenschaften. 1873 wurde der 19-jährige Referendar auf den preußischen Landesherrn vereidigt. 1878 wurde er Kreisrichter und 1879 Amtsrichter. 1886 ernannte man ihn zum Landrichter und 1891 zum Landgerichtsrat. 1894 wurde er Kammergerichtsrat. 1902 kam er an das Reichsgericht. Er war im VII. Zivilsenat tätig. Nach der Deutschen Juristenzeitung sollte er 1914 Stephan Hoffmann im Vorsitz des VI. Zivilsenats nachfolgen. Anscheinend hatte es kurzfristige Änderungen gegeben und Predari übernahm den Vorsitz des VII. Zivilsenats. Er trat 1923 in den Ruhestand. 
Er war ab 1906/07 Mitherausgeber von Julius Albert Gruchots „Beiträge zur Erläuterung des Deutschen Rechts“.

## Schriften
- Die Grundbuchordnung vom 24. März 1897, 2. Auflage, Berlin 1913 (MPIER-Digitalisat)